# Black Magic (videogioco 1987)
Black Magic è un videogioco di avventura dinamica a piattaforme pubblicato nel 1987 per gli home computer Amstrad CPC, Apple II, Commodore 64 e ZX Spectrum, dalla Datasoft in Nordamerica e dalla U.S. Gold in Europa.
Il giocatore controlla un apprendista mago armato di frecce e di diversi incantesimi, che esplora un ambiente complesso e può progredire con una piccola componente da videogioco di ruolo.
Nel 2011 la Elite Systems ha pubblicato versioni rétro del gioco per iOS, anche in alta definizione.

## Trama
Il regno di MariGold è oppresso dal dominio dello stregone rosso Zahgrim. Il protagonista è un apprendista dell'ultimo mago buono, ora ucciso. L'apprendista ha scoperto da un libro che Zahgrim ha conquistato il regno pietrificando il saggio Anakar e ha disperso i suoi sei occhi magici. L'apprendista ha trovato inoltre una mappa di MariGold appartenuta ad Anakar. Ora deve ritrovare i sei occhi e rimpiazzarli nella statua pietrificata, per apprendere come sconfiggere Zahgrim. La parte finale si svolge nel castello dello stregone.
L'obiettivo finale, rivelato dalla statua, per ridurre all'impotenza Zahgrim, sarà trovare il Bastone del Potere e gettarlo nello Stagno della Verità.

## Modalità di gioco
Il gioco si svolge in uno scenario a labirinto, ampio in tutto come oltre 100 schermi, che comprende la superficie e vari livelli di sotterranei. L'ambiente è bidimensionale a piattaforme, con vista laterale e con scorrimento orizzontale e verticale, eccetto la versione ZX Spectrum dove si salta da una schermata all'altra senza scorrere.
Il personaggio del giocatore si muove sui piani e lungo scale verticali, può fare piccoli salti e accovacciarsi. È armato di una quantità limitata di frecce, che si possono sparare in orizzontale oppure diagonalmente verso l'alto. Può lanciare incantesimi dall'effetto temporaneo, un numero di volte limitato indipendentemente dal tipo; la scelta dell'incantesimo da lanciare si effettua scorrendo i nomi di quelli conosciuti, mentre l'azione è in pausa. Inizialmente l'apprendista conosce gli incantesimi Vanish (invisibilità, che rende invulnerabili ai nemici, ma impedisce anche al personaggio di attaccare e raccogliere) e Blink (teletrasporto verso un punto indeterminato; utile in particolare per uscire se si cade in una pozza).
Nel pannello in basso sono mostrate le informazioni sullo stato del personaggio, tra cui gli indicatori a barra della salute, il cui esaurimento causa la sconfitta, e del cibo, che si consuma col tempo e il cui esaurimento ha effetto sulla salute. Un altro piccolo indicatore mostra a quale profondità dello scenario ci si trova.
Sparsi per lo scenario si trovano oggetti da raccogliere: casse contenenti rifornimenti di frecce, pergamene che forniscono un incantesimo (inteso come aumento del numero di lanci disponibili, non come nuovo tipo), rifornimenti di cibo, e i sei occhi magici che costituiscono gli obiettivi da cercare nella prima parte del gioco. Diversi prigionieri di Zahgrim si trovano in piccole celle e possono essere liberati.
Si devono affrontare vari tipi di creature nemiche che camminano o volano o emergono dall'acqua, pericolose se toccate, nonché piante velenose, che stanno in posizioni fisse ma possono sparare. I nemici mobili iniziano a comparire solo dopo che è stato raccolto il primo occhio.
Ci sono anche alcune creature amichevoli: troll che permettono di barattare cibo con altri rifornimenti, e roc che possono trasportare in volo il personaggio, ma verso punti indeterminati e non necessariamente più avanzati.
Lo scenario contiene vari tipi di trappole e ostacoli fissi. Tra questi ci sono pozze d'acqua superabili aggrappandosi a travi sul soffitto, se presenti, oppure usando un incantesimo che congela l'acqua. Le pozze di lava si possono superare facendo cadere con le frecce eventuali stalattiti, che formano così un ponte.
Si guadagnano punti esperienza uccidendo nemici, liberando prigionieri e raggiungendo obiettivi. Accumulando punti il personaggio viene promosso da apprendista ad altre tre classi di mago, e a ogni avanzamento ottiene due nuovi tipi di incantesimi da lanciare, ad esempio Bolt per sfondare le pareti o Fear per far fuggire i nemici.
Con l'edizione originale americana era inclusa una parziale mappa cartacea dello scenario. In gioco si incontrano anche cartelli con il nome della zona in cui ci si trova.

## Accoglienza
A suo tempo Black Magic fu trattato dalla critica internazionale soprattutto nella versione Commodore 64, ottenendo giudizi medi o buoni. Fu apprezzato in particolare dalle riviste Zzap! 16 (voto complessivo 77%) e Your Commodore 38 (valore 8/10) per la sua giocabilità, nonostante lo giudicassero mediocre dal punto di vista estetico.
Secondo Dragon 124 era uno dei migliori giochi del genere azione/avventura del momento. Era discreto secondo Aktueller Software Markt 12 (qualità/prezzo 9/12), sebbene lo considerasse troppo difficile da subito per i principianti, e secondo Tilt 46 (interesse 14/20).
Commodore User 48 lo ritenne sufficiente (complessivo 6/10), in quanto vasto e ben progettato, ma per il resto niente di speciale.
Decisamente negativi invece i giudizi di MicroHobby 152 sulla conversione per ZX Spectrum, giudicata carente di originalità e scadente sotto tutti gli aspetti, e di Amstrad Action 25 sulla conversione per Amstrad CPC (complessivo 47%), criticata per lo scorrimento non fluido e l'azione noiosa.